# Михалкинско језеро
Михалкинско језеро (рус. Михалкинское озеро) слатководно је ледничко језеро у централном делу Псковске области, на западу европског дела Руске Федерације. Налази се у источном делу Новоржевског рејона, на подручју алувијалне Соротске низије. Преко своје једине отоке, реке Сорот, језеро је овезано са сливом Великајеа, односно са басеном реке Нарве и Финским заливом Балтичког мора.
Акваторија језера обухвата површину од свега око 1,0 км² (101,1 хектар). Просечна дубина језера је око једног метра, максимална до 5 метара. На око километар јужније од језера налази се село Михалкино по којем је језеро и добило име.
У Михалкинско језеро се уливају две мање притоке, Лостка на западу и Вешч на истоку. Обале су ниске, јако замочварене и углавном обрасле ливадском вегетацијом. Дно је углавном јако муљевито.
Језеро је богато рибом, а нарочито су бројни шарани, штуке и пастрмке.